# 今井翼
今井 翼（いまい つばさ、1981年〈昭和56年〉10月17日 - ）は、日本の俳優、タレント、歌手。男性アイドルデュオ・タッキー&翼の全活動期（2002年 - 2018年）のメンバー。
神奈川県藤沢市出身。松竹エンタテインメント所属。

## 来歴
姉が応募したことをきっかけに1995年4月23日にジャニーズ事務所に入所。滝沢秀明と屋良朝幸とは同期で入所日が同じ。13歳だった当時はX JAPANが好きだったため、アイドルになることには気乗りせず、オーディションにも渋々参加していたが、そこで「YOUダンスいいね！」と事務所社長のジャニー喜多川に言われたことでダンスにめざめる。ジャニーズJr.として活動を開始し、滝沢らと共に高い人気を誇る。1997年には櫻井翔とジャニーズJr.内ユニット・翼翔組を組んだり、2000年には自身が監督兼キャプテンを務めるJ2000という野球チームもジャニーズ内に設立された。
2002年8月1日、ジャニー喜多川は元々滝沢と今井をそれぞれソロデビューさせる計画を建てていたが、それを新聞で知った滝沢に「俺たちグループにして貰おう」と誘われ、話し合いの末に承諾し滝沢が「翼と2人でやりたい」と今井との活動希望をジャニー喜多川に直談判。ソロではなく急遽グループデビューへと変更され、同日に滝沢とのユニット・タッキー&翼の結成が発表され、9月11日にavex traxからミニアルバム『Hatachi』でCDデビュー。
2004年8月、構成・演出・衣装・振り付けも手掛けた初のソロコンサートを行う。
2005年、「ハットグランプリ2005」で男性の部を受賞。同年に行われたソロコンサートツアー追加公演のリハーサル中につまづき小左足甲を骨折。痛みを押して2日間の公演を務め、同年12月31日のジャニーズカウントダウンライブにも出演した。2006年2月開幕のミュージカル『SHOCK』の出演は2月中は錦戸亮が代役を務めて治療に専念し、3月から復帰して出演した。
2010年2月24日、シングル『BACKBORN』でソロデビュー。同年7月、2008年まで少年隊が主演していたジャニーズ事務所の伝統的なミュージカル『PLAYZONE』の主演を引き継ぐ。その後、青山劇場が閉館する2015年まで6年にわたってシリーズの主演を務めた。
2012年6月14日、世界初のスペイン文化特使に就任。同年12月、『バーン・ザ・フロア』日本公演にて、日本人初のスペシャルゲストダンサーを務める。
2017年9月、タッキー&翼が活動休止を発表。その後、活動を再開することなく、2018年9月10日にユニットを解散したことと、今井がジャニーズ事務所を退所したことが同月13日に併せて発表された。また、今井の退社後の予定については白紙であるが、芸能界は引退せず「いつの日か何らかの形で」再開したいという意志を示す。
2019年11月7日、公式Instagramを開設。
2020年1月29日、『めざましテレビ』に生出演し、1年1か月ぶりにテレビ復帰。同年2月13日、片岡愛之助主演の第10回システィーナ歌舞伎『NOBUNAGA』で舞台復帰を果たした。同年4月1日に自身のInstagramで松竹エンタテインメント所属になったこととファンクラブの開設を発表。
2023年6月6日、体調不良のため活動を休止することを発表。2024年1月21日、イイノホールでファンクラブイベントを昼夜で2回開催し、この日からの活動再開をInstagramでも報告した。
2025年5月11日にKT Zepp Yokohamaにて、30周年記念ライブ『今井翼LIVE ALA[s]30』を開催した。なお、このコンサートのオープニング映像の演出は滝沢秀明が担当した。

## 人物

### スポーツ
平塚球場でスコアボードのネームプレートを書く仕事をしていた祖父の影響で野球好きになり、少年野球チームで活動。平塚球場で行われていた大洋ホエールズのファームの試合をよく観に行っていたこともあって、大洋時代からの横浜DeNAベイスターズのファン。TBSテレビでベイスターズの応援番組『Oh!ベイスターズ2020』（2020年）、『With☆ベイスターズ2021』（2021年）のメインMCを務めている。
サッカーではFCバルセロナのファン。サッカー選手の松井大輔は親友だという。

### スペイン
2007年、『World's Wing 翼 Premium2007』で本格的なフラメンコを披露するため、2泊4日で単身スペインに渡って毎晩本場の踊りを鑑賞し、スペインに魅了される。帰国後本格的なフラメンコレッスンを始め、フラメンコダンサーの佐藤浩希に師事。その後も年3回ほどのスペイン訪問を続けている。また、フラメンコに関する理解を深めるために2009年頃からスペイン語の学習にも取り組む。2011年3月からはNHK語学講座『テレビでスペイン語』のナビゲーターも務めた。
2012年6月14日、世界初のスペイン文化特使に就任。2013年4月26日、日本大学国際関係学部にてジャニーズ事務所所属タレントとして初となる大学の特別講義（スペイン語）を行う。5月21日には駐日スペイン大使館で開催されたスペインのブランド・ロエベのファッションショーに出席し、スペイン語で日本スペイン交流400周年のプレオープニング宣言を行った。6月11日にはスペイン・マドリードの王立劇場でスペイン訪問中の皇太子とスペイン国王フェリペ6世（当時は王太子）夫妻らが鑑賞した日本スペイン交流400周年の開幕記念音楽会に支倉常長役で出演。出演後、皇太子と懇談した際に「このような栄誉ある時間と役目をいただけたことを大変光栄に思います」と話し、翌日の6月12日にはマドリードの国立装飾美術館で、特別展「支倉常長とその時代展」を視察したスペイン訪問中の皇太子からあいさつを受ける。そして9月17日、日本スペイン交流400周年のスペイン親善大使に就任する。

### メニエール病
以前から右耳の突発性難聴を患っていたが、2014年10月27日まで大阪松竹座で公演していた舞台『GOEMON 石川五右衛門』の千穐楽後、立ち上がるのが困難なほどのめまいを訴えたため11月6日に都内の病院に検査入院したと、今井のソロラジオ番組『今井翼のto base』に代理出演した滝沢秀明が伝える。その後メニエール病であることが判明し休業を余儀なくされ、音楽番組やラジオ番組の出演をキャンセル。12月7日に退院はしたものの、12月10日から出演予定だったタッキー＆翼のコンサートツアー「Two Tops Treasure Tackey&Tsubasa Tour 2014」も回復叶わず休演することが発表され、コンサートは滝沢が1人で“デュオ仕様”のまま行われた。その後12月18日深夜の『今井翼のto base』でラジオ復帰し、12月31日のジャニーズカウントダウンライブで歌やダンスを披露しステージ復帰を果たした。
2018年3月28日、メニエール病再発で入院。治療に専念するため、無期限の芸能活動を休止することを発表した。6月に大阪松竹座で上演予定だった主演舞台・音楽劇「マリウス」は降板。パーソナリティーを務める『今井翼のto base』は、3月22日放送分をもって終了することになった。「マリウス」の代役には、桐山照史（ジャニーズWEST）が起用された。9月に新橋演舞場で上演予定だった『オセロー』のイアーゴー役の代役には、神山智洋（ジャニーズWEST）が立てられた。
2018年9月10日にタッキー&翼を解散したことを公式発表した際、メニエール病については今も療養中の身であり、改善はしてきているものの「けじめ」として事務所を退社し、「心身ともに健康な状態になるよう治療に専念したい」と述べている。

## 作品

### シングル
| 枚 | 発売日         | タイトル | 販売形態                     | 販売形態 | 順位 | 収録アルバム   |
| -- | -------------- | -------- | ---------------------------- | -------- | ---- | -------------- |
| 1  | 2010年02月24日 | BACKBORN | 初回生産限定 [Music Video]盤 | CD+DVD   | 2位  | Thanks Two you |
| 1  | 2010年02月24日 | BACKBORN | 初回生産限定[Photo Book]盤   | CD+BOOK  | 2位  | Thanks Two you |
| 1  | 2010年02月24日 | BACKBORN | 通常盤                       | CD       | 2位  | Thanks Two you |
| 1  | 2010年02月24日 | BACKBORN | Tsubasa Shop限定盤           | CD       | 2位  | Thanks Two you |

### 映像作品

#### コンサート・舞台
|   | 発売日         | タイトル                                                            | 型番                                                      | 順位 | 備考                    |
| - | -------------- | ------------------------------------------------------------------- | --------------------------------------------------------- | ---- | ----------------------- |
| 1 | 2005年2月      | TSUBASA IMAI 翼魂                                                   | 【DVD】YYYY-00051 【VHS】YYYY-00052                       |      | ジャニーズWeb限定販売。 |
| 2 | 2006年8月16日  | Tsubasa Imai 1st tour 23 to 24                                      | AVBD-91427                                                | 6位  |                         |
| 3 | 2009年8月5日   | ☆Dance and Rock★ TSUBASA IMAI Tour'09                               | 【初回版】AVBD-91733 - 94734/B 【通常版】AVBD-91735/B     | 5位  |                         |
| 4 | 2010年11月10日 | PLAYZONE 2010 ROAD TO PLAYZONE                                      | JEBN-0102/3                                               | 6位  |                         |
| 5 | 2011年11月2日  | PLAYZONE'11 SONG&DANC'N.                                            | JEBN-0127/8                                               |      |                         |
| 6 | 2012年1月25日  | TSUBASA IMAI LHTOUR 2011 Dance&Rock Third Floor〜DiVelN to SExaLiVe | 【初回限定版】AVBD-91932 - 91933/B 【通常版】AVBD-91934/B | 4位  |                         |
| 7 | 2012年10月31日 | PLAYZONE'12 SONG&DANC'N PARTII。                                    | JEBN-0143/4                                               | 3位  |                         |

#### その他
- JOURNEY of DAISUKE MATSUI with TSUBASA IMAI（2012年3月21日、ジャニーズ・エンタテイメント）
  - サッカー選手松井大輔のパーソナルドキュメント。今井がナビゲーター役を務めている。

### オリジナル曲
「JASRAC」 の作品データベース検索サービスでアーティスト名「今井翼」「翼」を含む楽曲の検索結果をもとに記述。CD未収録曲のみ記載する。
| タイトル           | 作詞            | 作曲                           | JASRAC 作品コード | 収録作品                              |
| ------------------ | --------------- | ------------------------------ | ----------------- | ------------------------------------- |
| 濡れてRAINY DAY    | 今井翼、TAKESHI | 寺田一郎                       | 084-7735-3        | DVD『素顔3』                          |
| そうだね           | TAKESHI         | 谷本新                         | 092-7613-1        | DVD『Tsubasa Imai 1st tour 23 to 24』 |
| 1 DAY 1 NIGHT      | 今井翼          | ha-j                           | 089-5058-0        | DVD『Tsubasa Imai 1st tour 23 to 24』 |
| 2nd Face           | TWUNE           | 飯田建彦                       | 092-7610-6        | DVD『Tsubasa Imai 1st tour 23 to 24』 |
| かすみ雲           | TAKESHI         | 谷本新                         | 500-0305-4        | DVD『Tsubasa Imai 1st tour 23 to 24』 |
| MAD LOVE SICK      | 清水昭男        | 清水昭男                       | 151-1405-8        |                                       |
| LOVING TONIGHT     | 太田雅友        | 太田雅友                       | 143-3342-2        |                                       |
| TAKE YOUR HANDS    | 伊藤直樹        | 伊藤直樹                       | 145-1991-7        |                                       |
| WORLD'S WING       | サンパチ        | 吉岡たく                       | 143-3343-1        |                                       |
| SHINY TUNE         | TAKESHI         | POLY                           | 143-3345-7        |                                       |
| BEYOND THE SKY     | W2TP            | FJELD SIMEN、OLSEN OLE JOERGEN | 0Z3-5798-0        |                                       |
| JOY AND PAIN       | ANDERSON STEVE  | LEE STEVE                      | 0Z5-6122-6        |                                       |
| I CAME HERE TO GET | W2TP            | FLORES DANIEL、RYLIN ANGELICA  | 0Z3-5797-1        |                                       |
| BIKE               | 久保田洋司      | 谷本新                         | 084-6922-9        |                                       |
| 夜と旅の終わりに   | 大智、miyakei   | 加藤裕介                       | 155-7820-8        |                                       |

## タイアップ
| 曲名                                      | タイアップ                                     |
| ----------------------------------------- | ---------------------------------------------- |
| Get Down                                  | テレビ朝日系『裸の少年』エンディングテーマ     |
| DEEP into BLUE                            | 日本テレビ系アニメ『犬夜叉』イメージソング     |
| One Day,One Dream〜TSUBASA PART VERSION〜 | 日本テレビ系アニメ『犬夜叉』イメージソング     |
| Never Ever                                | テレビ東京系アニメ『capeta』オープニングテーマ |
| 見果てぬ夢                                | CM：ハウス食品「とんがりコーン」               |

## 出演

### テレビドラマ
- 木曜の怪談「怪奇倶楽部」（小学生編、中学生編）（1995年10月 - 1996年9月、フジテレビ） - 青木圭太 役
  - 新 木曜の怪談「怪奇倶楽部」（学校の七不思議編）（1996年10月 - 1996年11月、フジテレビ） - 青木圭太 役
  - 木曜の怪談 ファイナル「タイムキーパーズ」（1997年2月27日、フジテレビ） - ゲスト出演
- Shin-D「TOO YOUNG!!」（1997年4月 - 5月、日本テレビ） - 和也 役[70]
- ブラザーズ（1998年4月 - 6月、フジテレビ） - 藤原真雄 役
- 校長が変われば学校が変わる2 （1998年） - 矢崎良太 役
- 大河ドラマ（NHK総合）
  - 元禄繚乱（1999年） - 矢頭右衛門七 役
  - 義経（2005年） - 那須与一 役[71]
  - 麒麟がくる（2020年） - 毛利新介 役[72]
- 七人のサムライ J家の反乱（1999年4月 - 2000年9月、ABC） - 城之内翼（次男） 役
- 手塚治虫劇場「るんは風の中」（2000年4月13日、テレビ朝日） - アキラ 役
- Summer Snow（2000年7月 - 9月、TBS） - 末次弘人 役
- ネバーランド（2001年7月 - 9月、TBS） - 菱川美国 役 ※三宅健とダブル主演
- 少年タイヤ「熱海殺人事件」（2001年10月 - 11月、フジテレビ） - 警察官（巡査） 役
- 最後の弁護人（2003年1月 - 3月、日本テレビ） - 赤倉俊哉 役
- 劇団演技者。（フジテレビ）
  - ストリップ （2004年8月） - 薮木公一 役
  - 冬のユリゲラー（2005年8月 - 9月） - 筧 役
  - さよなら西湖クン（2006年6月） - 飯島ナオヤ 役
- ハルとナツ 届かなかった手紙（2005年10月、NHK総合） - 高倉大和 役
- 金子みすゞ物語〜みんなちがってみんないい〜（2012年7月9日、TBS）上山正祐 役[14][73]
- ナイフの行方（2014年12月22日・23日、NHK総合） - 峰岸次男 役[74]
- 忠臣蔵の恋〜四十八人目の忠臣〜（2016年9月 - 2017年2月、NHK総合） - 浅野内匠頭長矩 役[75]
- 屋根裏の恋人（2017年6月 - 7月、フジテレビ） - 瀬野樹 役[76]
- おじさんはカワイイものがお好き。（2020年8月13日 - 9月10日、読売テレビ） - 河合ケンタ 役[77]
- おしゃ家ソムリエおしゃ子!2（2021年10月9日 - 12月25日、テレビ東京） - 真鱈井宗 役[78]
- 駐在刑事 Season3 第1話（2022年1月14日、テレビ東京） - 本郷俊介 役[79]
- なにわの晩さん! 美味しい美味しい走り飯 第1話（2023年4月2日、朝日放送テレビ） - 近藤 役[80]
- Dr.チョコレート 第5話・第9話（2023年5月20日・6月17日、日本テレビ） - 結城鷹也 役[81]

### 映画
- マイ・フレンド・フォーエバー（1995年、ユニバーサル・ピクチャーズ・松竹富士＝KUZUI） - デクスター 役 ※日本語吹き替え版
- 終わった人（2018年、東映） - 鈴木直人 役[82]
- プラド美術館 驚異のコレクション（2020年、東京テアトル・シンカ） - ジェレミー・アイアンズ 役　※日本語吹き替え版[83]
- 彼女が好きなものは（2021年、バンダイナムコアーツ・アニモプロデュース） - 佐々木誠 役[84]
- キネマの神様（2021年、松竹） - 木村 役[85]
- TELL ME hideと見た景色（2022年7月8日、KADOKAWA） - 主演・ヒロシ 役[86]
- 月のこおり（2025年11月21日、ギグリーボックス）  - 主演・北村竜次 役[87]

### WEBドラマ
- 星から来たあなた （2022年2月23日配信〈全10話〉、Amazon Prime Video） - 宇和島雅哉 役[88]
- 君と世界が終わる日に Season4 第3話（2023年4月2日配信、Hulu） - 若松鉄平 役[89]
- ドンケツ（2025年4月25日 - 、DMM TV） - 相場桃次郎 役[90]

### ドキュメンタリー番組
- 暮らしてみる旅〜スペイン・オリーブ村でホームステイ（2010年1月3日、NHK総合）
- 今井翼×支倉常長 “大いなる旅”への挑戦（2013年8月19日、NHK総合）
- 今井翼 タイ縦断鉄道の旅（2023年4月16日 - 6月18日、BS日テレ）[91]

### 語学番組
- テレビでスペイン語（2011年3月31日 - 9月22日、NHK教育）[41][46]

### スポーツ番組
- Oh!ベイスターズ2020（2020年3月27日 - 9月、TBS） - MC[39]
  - With☆ベイスターズ20XX（2021年4月2日 - 2023年、TBS） - MC[92]

### WEB番組
- マスターと語ろう!喫茶今井（2020年4月25日 - 10月22日、cookpadLive）[93]
- ＃休暇今井（2021年12月7日 - 2022年1月、FOD）[94][注釈 3]

### テレビアニメ
- レイトン ミステリー探偵社 〜カトリーのナゾトキファイル〜 第1話（2018年4月8日、フジテレビ） - サイモン・ライト 役[96]

### ラジオ
- 今井翼のto base（2003年7月10日 - 2018年3月22日、文化放送）[97]
  - 文化放送ライオンズナイタースペシャル 復活！今井翼のto base（2020年4月23日、文化放送）[98]
- MORNING STEPS 「今井翼のGO!GO!BayStars」（FMヨコハマ）

### ラジオドラマ
- 箱根駅伝応援スペシャル〜5夜連続ラジオドラマ『風が強く吹いている』（2007年12月、文化放送） - 主演・蔵原走 役[99]
- The Sandman 日本語音声版（2022年、Amazonオーディブル） - ナレーター[100]

### 舞台
- SHOCKシリーズ（帝国劇場）
  - MILLENNIUM SHOCK（2000年11月2日 - 11月26日）
  - ショー劇・SHOCK（2001年12月1日 - 12月25日、1月3日 - 1月27日）
  - ショー劇・SHOCK（2002年6月4日 - 6月28日）
  - Shocking SHOCK（2004年2月6日 - 2月29日）
  - Endless SHOCK（2005年1月8・9・19日、2月1日 - 28日） - 錦戸亮とダブルキャスト[101]
  - Endless SHOCK（2006年2月6日 - 3月29日）2006年2月は怪我のため錦戸が代理出演[24]
- World's Wing 翼 Premium 2007（2007年8月4日 - 26日、大阪松竹座[43] / 10月3日 - 28日、日生劇場） - 主演[102]
- World's Wing 翼 Premium 2008（2008年8月6日 - 16日、大阪松竹座 / 10月3日 - 28日、日生劇場） - 主演[103]
- ガブリエル・シャネル - アーサー・カペル 役
  - （2009年7月3日 - 27日、新橋演舞場）
  - （2010年3月3日 - 28日、大阪松竹座）
  - （2011年5月14日 - 28日、日生劇場）[104]
- PLAYZONE
  - PLAYZONE 2010 〜ROAD TO PLAYZONE〜（2010年7月9日 - 8月1日、青山劇場 / 8月14日 - 8月22日、梅田芸術劇場） - 主演[105]
  - PLAYZONE'11 SONG & DANC'N.（2011年7月8日 - 8月7日、青山劇場 / 8月19日 - 21日、中日劇場 / 8月28日 - 8月31日、梅田芸術劇場） - 主演[42]
  - PLAYZONE'12 SONG & DANC'N。PARTII。（2012年7月9日 - 8月11日、青山劇場） - 主演[14]
  - PLAYZONE'13 SONG & DANC'N。PARTIII。（2013年7月3日 -　8月10日、青山劇場） - 主演[106]
  - PLAYZONE→IN NISSAY（2014年1月6日 - 1月28日、日生劇場） - 主演[107]
  - PLAYZONE1986…2014 ★ありがとう!〜青山劇場★（2014年7月6日 - 8月9日、青山劇場） - 主演[108]
  - ★さよなら!〜青山劇場★PLAYZONE 30YEARS★1232公演（2015年1月6日 - 22日、青山劇場） - 主演[25][109]
- バーン・ザ・フロア
  - バーン・ザ・フロア Around the World Tour 2012（2012年12月5日 - 12月9日、東急シアターオーブ / 12月12日 - 12月16日、オリックス劇場）[27]
  - バーン・ザ・フロア Dance with You（2014年5月2日 - 7日、東急シアターオーブ）[110]
- さらば八月の大地（2013年11月1日 -　11月25日、新橋演舞場）[111] - 池田五郎 役
- 十月花形歌舞伎 GOEMON 石川五右衛門（2014年10月3日 - 27日、大阪松竹座） - カルデロン神父 役[112][113]
  - 十月花形歌舞伎 GOEMON 石川五右衛門（2016年10月3日 - 27日、新橋演舞場） - カルデロン神父 / 霧隠才蔵（2役）[114][115]
  - GOEMON抄（SHOW）（2020年10月15日 - 18日、大阪松竹座）[116][注釈 4]
  - 十月花形歌舞伎 GOEMON 石川五右衛門（2021年10月5日 - 27日、大阪松竹座） - 神父カルデロン / 霧隠才蔵（2役）[118]
- 音楽劇 マリウス（2017年3月6日 - 27日、日生劇場） - 主演・マリウス 役[119]
- システィーナ歌舞伎「NOBUNAGA」（2020年2月13日 - 16日、大塚国際美術館） - ルイス・フロイス 役[32]
- J-CULTURE FEST presents『千年のたまゆら 〜ソング＆ダンス 装束新春コレクション〜』（2021年1月2日・3日、東京国際フォーラム ホールB7）[120]
- ミュージカル ゴヤ -GOYA-（2021年4月8日 - 24日[注釈 5]、日生劇場 / 5月7日 - 9日、御園座） - 主演・フランシスコ・デ・ゴヤ 役[123]
- 日本怪談歌舞伎（Jホラーかぶき） 時超輪廻古井処（ときをこえりんねのふるいど）（2022年10月3日 - 25日、大阪松竹座）[124]

### ライブ・コンサート
- J Rock Dream MATCHY '09（2009年2月14日、日本武道館 / 2月21日・22日、大阪城ホール）[125]
- 初日の出LIVE 2011（2011年1月1日、JCBホール）[126]
- Golpe（ゴルペ）（2020年11月8日、ところざわサクラタウン ジャパンパビリオン ホールA） - 特別出演[127]
- Golpe（ゴルペ） 2021（2021年6月19・20日、ところざわサクラタウン ジャパンパビリオン ホールA / 6月22日、穂の国とよはし芸術劇場PLAT / 6月23日、北國新聞赤羽ホール / 6月26・27日、先斗町歌舞練場） - 特別出演[128][129]
- リーディング・コンサート「ベートーヴェンからの手紙」（2021年12月3・4日、彩の国さいたま芸術劇場 音楽ホール） - フェルディナント・リース 役[130]

### イベント
- 交通安全区民のつどい（1998年4月2日、練馬区民文化センター）[131]
- ジャニーズ大運動会2017（2017年4月16日、東京ドーム）[132]

### CM
- ロッテ
  - 「コアラのマーチ」
  - 「クレープアイス」
- カルピス「nude」
- ハウス食品「とんがりコーン」[133]
- 日清食品チルド「つけ麺の達人」（2011年2月 - ）[134]

## ソロコンサート
- "翼魂”
  - 2004年8月18日・25日 原宿・新ビッグトップ（初のソロコンサート、1か所2日間6公演）[21]
- TsubasaImai 1st tour 23to24
  - 2005年9月17日 - 19日、東京国際フォーラム / 9月24日、新潟テルサ / 9月25日、 長野市民会館 / 10月1日・2日、Zepp Sendai / 10月8日 - 10日、大阪フェスティバルホール / 10月15日、福岡サンパレス / 10月16日、長崎ブリックホール / 10月23日、広島厚生年金会館 / 10月30日、北海道厚生年金会館 / 11月6日、名古屋国際会議場・センチュリーホール[135]、12月29日・30日、東京国際フォーラム（追加公演）[23]
  - 初のソロツアー[136]、10か所18日間24公演
- Tsubasa Imai "STYLE" 06
  - 2006年8月12日 - 10月1日 Zepp Sapporo、Zepp Sendai、東京国際フォーラム・ホールA[137]、名古屋国際会議場・センチュリーホール、大阪フェスティバルホール、広島厚生年金会館、Zepp Fukuoka
  - 7か所10日間17公演
- 今井翼 つばサンタ 大阪限定ライブ ☆☆☆かかってこいyaaaaa![138]
  - 2008年12月19日 - 25日 大阪松竹座
  - 1か所7日間11公演
- TSUBASA IMAI ☆Dance and Rock★ Tour'09[139]
  - 2009年1月24日 - 4月5日（全国10か所21公演）
- TSUBASA IMAI LHT ☆D&R 〜 an extension★[140]
  - 2009年11月12日 - 2010年1月1日（全国6か所全13公演）
  - D&Rツアー第2弾。大阪以外は全てライブハウスで行われた。
- TSUBASA IMAI LHTOUR 2011 Dance&Rock Third Floor 〜 DiVeIN to SExaLiVe[141]
  - 2011年1月15日 - 2011年2月6日（全国6か所12公演）
- TSUBASA IMAI ★★Dance&Rock★★4th Tour 〜 iVamos! ALA[142]
  - 2012年1月21日 - 3月3日（全国7カ所10公演 大阪・森ノ宮ピロティホール、札幌・Zeep Sapporo、福岡・Zeep Fukuoka、TOKYO DOME CITY HALL、沖縄・ミュージックタウン音市場、名古屋・Zeep Nagoya、広島国際会議場）
- 今井翼 Christmas Live ありがとう藤沢[143]
  - 2021年12月24日、藤沢市民会館
- 今井翼 LIVE『ROUTE283』[144][145]
  - 2024年4月26日・27日、KT Zepp横浜 / 9月21日・22日、大阪公演
- 今井翼 LIVE "ALA[s]30"[36][146]
  - 2025年5月10日・11日、KT Zepp Yokohama

## 書籍
- 僕の楽園（2010年5月30日、集英社）ISBN 978-4-08-780563-5

### 雑誌連載
- 「翼の一片 My Own Pieces」『TVぴあ』（2007年5月 - 2013年9月25日発売号、全159回）
- 「Naci para volar.」『月刊パセオフラメンコ』（2013年7月 - ）
- 「ぼくの主翼」『ROLa』（2013年8月 - 、隔月連載）
- 「Tsubasa Imai Dance Session｢&T｣」『Dance SQUARE』（2016年 vol.14 - ）[147]